# Georg Jakob Schwindel

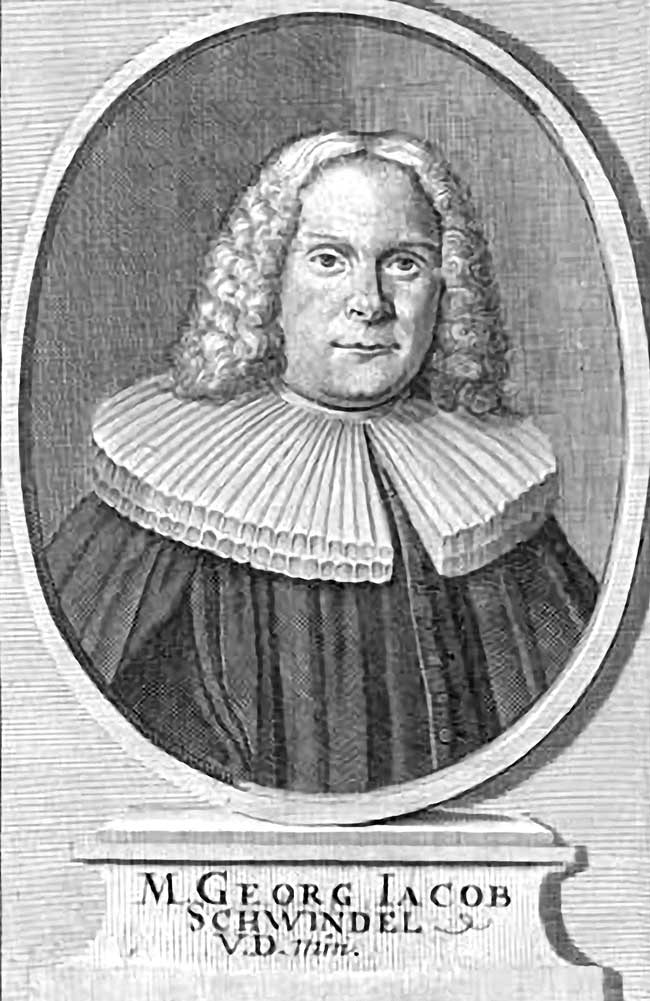
Georg Jakob Schwindel

Georg Jakob Schwindel (auch: Theophilus Sincerus; * 7. Februar 1684 in Nürnberg; † 14. August 1752 in Wöhrd) war ein deutscher evangelischer Theologe und Historiker.

## Leben
Der Sohn des Nürnberger Schneiders und Ratmanns Georg Schwindel und dessen Frau Esther (geb. Taubenmerk) wurde von seinen Eltern für das Amt eines Theologen vorgesehen. 1698 besuchte er die Heiligengeistschule seiner Heimatstadt und setzte am Aegidianum seine Ausbildung fort. 1703 bezog er die Universität Altdorf, wo Magnus Daniel Omeis, Daniel Wilhelm Moller und Gustav Georg Zeltner seine Lehrer waren und er 1707 den akademischen Grad eines Magisters der Philosophie erwarb. 1708 wechselte er an die Universität Jena, wo er neben seinen theologischen Studien auch Privatvorlesungen besuchte.
Nach einer Bildungsreise, die ihn an die Universitäten von Leipzig, Halle und Wittenberg, nach Berlin und Stargard sowie weitere deutsche Orte führte, wurde er 1712 als Kandidat des Predigtamtes im Nürnberger Seminar aufgenommen. 1714 wurde er Diakon an der Heiligengeist Kirche im Spital in Nürnberg und erhielt 1723 die Inspektion der Armenschule des Spitals. 1730 wurde er Mittagsprediger an der St. Katharinenkirche und 1732 Senior des dortigen Kollegiums.
Jedoch 1739 geriet er durch Verleumdung in eine kritische Phase. Man hatte ihm Ehebruch, Häresie, Gotteslästerung, Zauberei und Umgang mit dem Teufel unterstellt. Daraufhin wurde er verhaftet und aus seinem Amtsverhältnis entlassen. Nachdem er seine Unschuld nachgewiesen hatte, begab er sich nach Wien, um die Rechtslage zu klären. Dabei erkrankte er, kehrte nach Nürnberg zurück, betätigte sich noch einige Zeit als Forscher der Kirchengeschichte und verstarb.

## Wirken
Schwindel besaß sehr gründliche Kenntnisse in verschiedenen Zweigen des theologischen Wissens, besonders aber in der Kirchen- und Literaturgeschichte. Unter seinen Arbeiten ragen seine biographischen und bibliographischen Arbeiten heraus, die jedoch leider nicht alle im Druck erschienen. So hatte er eine biographische Sammlung in 15 Folianten angelegt, die das Material zu den Lebensbeschreibungen berühmter Theologen in alphabetischer Ordnung enthielt. Dieses Manuskript war ohne Zweifel zum Druck bestimmt, wie der bereits vorgedruckte Titel erkennen lässt, der folgenden Wortlaut hat: „M. Ge. Jac. Scotomii, Nurinb. Pandectae Theologico-Literariae; oder allgemeines gelehrtes Priesterlexikon, darinnen fast eines jeden Theologi Vita et Scripta, ingleichen viele von ihnen gesammlete memorabilia, elogia, judicia, deren icones u. a. m. nach alphabetischer Ordnung zu finden sind. Mit unglaublicher Mühe und vielen Kosten zusammengetragen. Nebst einem akkurat verfertigten copiosen Indice Rerum, welcher alsobald anzeiget, was für Auctores von dieser oder jener theologischen Materie etwas geschrieben und an das Licht gegeben haben. 1728.“
Jedoch war es mehr als ein Priesterlexikon, da es nicht nur Lebensbeschreibungen der Theologen, sondern auch anderer Gelehrten enthielt. Besonders hatte Schwindel hier von gelehrten Nürnbergern und guten Nürnberger Familien Nachrichten zusammengetragen. Ferner gab er heraus: „Kurze Nachricht von den Scriptoribus Lutheri uitam illustrantibus“ und schrieb „Historische Nachrichten von den Scriptoribus Aug. Confessionis sammt einem Vorbericht von den Nürnbergisch-Schwabachischen und Torgauischen Artikeln“, die schon 1730 herauskommen sollten, aber nicht gedruckt wurden.

## Werke
- Himmelschlüssel gläubiger Christen, oder Gebetbuch; nebst Joseph Hall’s Senschreiben, die Frage betreffend: was wir für Gedanken von Gott in unserem Gebet und in unserer geistlichen Meditation haben sollen. Nürnberg und Altdorf 1707.
- Exercitatio critico - literaria in duas sectiones distincta, quarum prior D. Danzii Literatorem Ebraeo-Chaldaeum modeste examinat; posterior autem Grammaticas neo non Lexica Ebraea ex parte recenset, addita fere ubivis epicrisi etc. Freistadt 1708.
- Eloquentiae ecclemsticae artificium in usum collegii privati. 1710.
- Compendiöse Pristerbibliothek. Jena 1711, 1743.
- Vollständige und reelle Pristerbibliothek. Nürnberg und Leipzig 1721.
- Bibliotheca exegetico-biblica. 1721 (books.google.de).
- Theophili Sinceri Nachrichten von lauter alten und raren Büchern. Frankfurt und Leipzig 1731-1732, 6. Stück, 1 Stück (books.google.de).
- Theophili Sinceri neue Sammlung von lauter alten und raren Büchern und Schriften. Frankfurt und Leipzig 1733-1734 6. Stück; 1. Stück (books.google.de), 1736 (books.google.de).
- M. G. J. Schwindelii Bibliotheca exegetico-biblica. Frankfurt 1724.
- Theophili Sinceri Bibliotheca historico-critica librorum opusculorumque variorum et rariorum, oder Analecta litteraria von lauter alten und raren Büchern und Schriften. Adam Jonathan Felsecker Erben, Nürnberg 1736, VD18 90750497 (digi.ub.uni-heidelberg.de).
- Thesaurus bibliothecalis; d. i. Versuch einer allgemeinen und auserlesenen Bibliothek, darinnen nicht nur ein accurates Verzeichniß von allerhand alten und neuen, auf Reisen und sonst, in den vortrefflichsten und berühmtesten Bibliotheken, mit Augen selber angesehenen Büchern enthalten ist, sondern auch zugleich von einem jedem Auctore und Buch eine hinlängliche, und so viel immer möglich, gründliche Nachricht, nebst wichtiger Anzeige der Fontium, wo ein mehreres davon zu finden, sammt vielen anderen Observationibus litterariis, gelehrten Briefen Manuscriptis, und was nur in die Historiam litterariam einschlägt, treulich mitgeteilt wird. Zu vielem Nutzen und Vergnügen der Bücherliebhaber an’s Licht gestellt. (vom Jahr 1450-1570) Nürnberg 1738-1739 4. Bände, 1. Band (books.google.de).
- Güldenes Kleinod der Kinder Gottes; oder drei sehr erbauliche Tractätlein vom wahren Christenthum; auf’s neue mitgeteilt von einem der Gott Immer mehr Suchet. Nürnberg 1738.
- Eigene Lebensregeln, als heilsame Mittel denen vorgeschlagen, welche sich das wahre Christenthum einen großen Ernst wollen seyn lassen. Nebst einigen auserlesenen Christenthumsliedern. Nürnberg 1738.
- Notitia librorum veterum rariorumque omnis generis historie-literaria. 1747, Wien 1753 (books.google.de).